# Роберт Манцер
Роберт Манцер (нім. Robert Manzer; 14 січня 1877, Дечин — 19 січня 1942, Зальцбург
) — чеський диригент і скрипаль німецького походження. Онук музичного педагога і композитора Йозефа Діоніса Манцера (1808—1882), з 1850 року професор церковної музики в учительській семінарії в Літомержицях.

## Біографія
У дитячі роки співав у хорі хлопчиків у Дрездені. Закінчив Празьку консерваторію (1897), учень Отакара Шевчика (скрипка) та Антоніна Дворжака (композиція). 
У 1906—1910 роках диригував військовим оркестром 42-го піхотного полку австро-угорської армії в Кеніггреці. Потім в 1910—1941 роках головний диригент Карловарського курортного оркестру. Організував складну роботу колективу, який був змушений виступати як з вечірніми концертами, так і з денними розважальними музичними програмами, довів його чисельність до 60 музикантів. У 1929 році заснував Карлсбадське Брукнерівське товариство. Протягом усієї кар'єри, в тому числі і в часи німецької окупації, включав в програми виступів твори чеських композиторів, а прощальний концерт склав з творів Дворжака. За роки керівництва Манцера як запрошені диригенти з його оркестром виступали Ріхард Штраус (1926), Фелікс Вейнгартнер, Фріц Буш, як солісти — Вальтер Гізекінг, Альфредо Казелла, Енріко Майнарді, Ваша Пржигода. Манцер керував також жіночим хором, а потім і іншими колективами в рамках Судетського співочого союзу. Організував струнний квартет, у складі якого грав на альті. У 1914 році гастролював у Відні з Віденським Тонкюнстлер-оркестром, виконавши програму з творів Ріхарда Штрауса. 
Дружина — Марта Манцер (1887—?), співачка (сопрано), учениця Ліллі Леман і Яна Решке.